# Edward Gierek

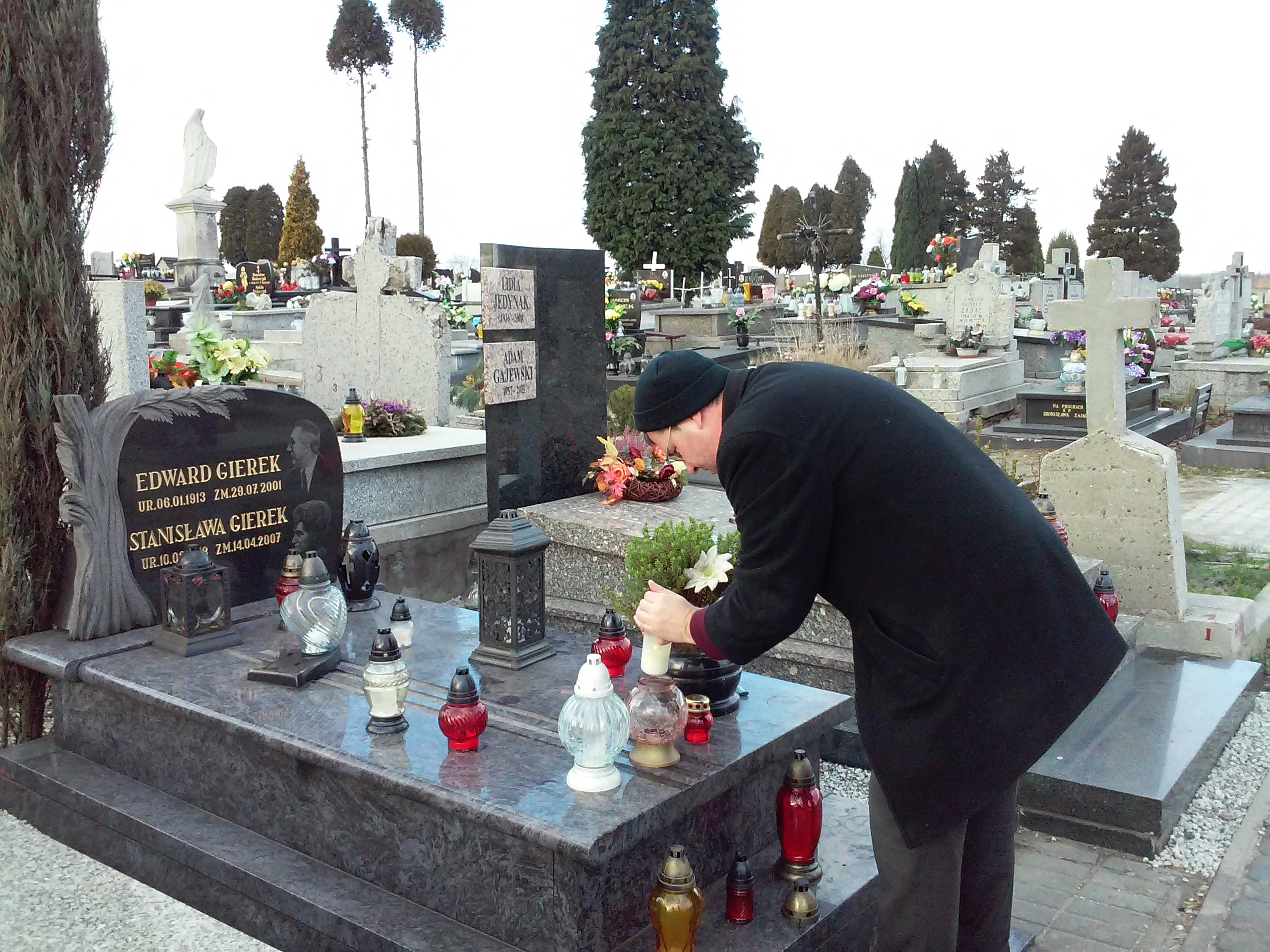
Hrob Edwarda a Stanislawy Gierkových v Sosnovci

Edward Gierek (6. ledna 1913 Porąbka, dnes Sosnovec, Polsko – 29. července 2001 Cieszyn) byl polský politik. Ve funkci prvního tajemníka vládnoucí PSDS nahradil Władysława Gomułku. Byl zbaven moci po vlně stávek, které vyústily v dohodu mezi představiteli státu a odborovým hnutím Solidarita.

## Život
Narodil se v Porąbce nedaleko Sosnovce ve Slezském vojvodství do hornické rodiny. V útlém věku čtyř let ztratil otce při důlním neštěstí. Matka se znovu vdala a odstěhovala se do severní Francie, kde byl vychován. V roce 1931 vstoupil do Komunistické strany Francie, později byl za organizování stávky z Francie vyhoštěn. Poté, co absolvoval vojenskou službu v haličské Stryji, odešel v roce 1934 do Belgie, kde pracoval jako horník v uhelných dolech ve Waterschei. Aktivním členem Belgické komunistické strany zůstal i během druhé světové války.
Do Polska se vrátil v roce 1948 a ve stranické hierarchii stoupal, až se v roce 1957 stal poslancem Sejmu. Jako první tajemník komunistické strany v Katovickém vojvodství (1957–70) si vybudoval silnou mocenskou základnu a stal se vůdčím představitelem mladých stranických technokratů. Když v roce 1970 propukly v Polsku masové protesty a stávky, nahradil v nejvyšší stranické funkci Władysława Gomułku.
Gierek slíbil ekonomické reformy, spustil program modernizace průmyslu, zvýšil dostupnost spotřebního zboží; to vše za cenu půjček ze zahraničí. Dobré osobní vztahy s politiky Západu, především s Valéry Giscard d'Estaingem a Helmutem Schmidtem, stály na počátku západní pomoci a půjček.
Životní úroveň v Polsku se v sedmdesátých letech výrazně zvýšila a Gierek byl v tom okamžiku oslavován coby strůjce zázraků. Během ropné krize v roce 1973 začala ekonomika stagnovat a v roce 1976 se zvýšení cen ukázalo jako nezbytné. V červnu 1976 propukly nové nepokoje; ačkoli byly násilně potlačeny, k plánovanému zvýšení cen nedošlo.
V roce 1979 Gierek neochotně dovolil návštěvu papeže v Polsku (2.–10. června). Rozhodl se poté, co jej Brežněv ponejprv vyzval, aby návštěvu nedovolil, a pak mu doporučil, aby „nedělal nic, čeho by později mohl litovat“. Velký zahraniční dluh, nedostatek potravin a zastaralá průmyslová základna vyústily v další nutné reformy v roce 1980. Růst cen znovu vyvolal protesty v celé zemi, zvláště v loděnicích v Gdaňsku a ve Štětíně. Gierek byl donucen uznat odborové hnutí Solidarita a zaručit právo na stávku (v Gdaňské dohodě).
Krátce nato, začátkem září 1980, byl Gierek zbaven moci a nahrazen Stanisławem Kaniou. Rudé právo změnu na postu prvního tajemníka ÚV PSDS zdůvodnilo „vážnou nemocí“ s tím, že Gierek byl 5. září ráno postižen srdečním infarktem.
Na počátku výjimečného stavu byla Gierkovi přičtena vina za potíže polské ekonomiky a stal se obětním beránkem, v prosinci 1981 byl uvězněn a ve vězení pobyl rok.
S manželkou Stanisławou Gierek (1918–2007), roz. Jędrusikovou, měl tři syny, a to Adama (* 1938), Zygmunta (* 1940) a Jerzyho (* 1942). Prof. Adam Gierek je poslancem Evropského parlamentu. Edward Gierek zemřel v roce 2001 na plicní chorobu v Těšíně nedaleko jižně položeného horského střediska Ustroń, kde trávil poslední léta. Je pochován po boku svojí manželky na hřbitově 'Cmentarz parafialny przy ul. Zuzanny' v rodném Sosnovci.
Na základě obsáhlých rozhovorů s Gierkem vydal Janusz Rolicki v roce 1990 dvě knihy, které se staly bestsellery (Edward Gierek. Przerwana dekada a Edward Gierek. Replika).
Polská společnost je v hodnocení Edwarda Gierka poněkud rozpolcena. Jedni na jeho vládu hrdě vzpomínají jako na období růstu životní úrovně, které Polsko zažilo v sedmdesátých letech dvacátého století. Druzí namítají, že růst byl umožněn nepromyšlenými půjčkami, jež způsobily ekonomickou krizi v osmdesátých letech.

## Vyznamenání
- Zlatý Záslužný kříž – Polsko, 1946[10]
- Pamětní medaile 100. výročí narození Vladimíra Iljiče Lenina – Sovětský svaz, 1969
- velkokříž Řádu čestné legie – Francie, 6. října 1972[11]
- Leninův řád – Sovětský svaz, 6. ledna 1973
- Řád José Martího – Kuba, 1975[12][13]
- velkokříž s řetězem Řádu prince Jindřicha – Portugalsko, 16. března 1976[14]
- velkokříž Řádu Leopolda – Belgie, 1977
- velkokříž Řádu znovuzrozeného Polska – udělen 1978, odebrán 1981[15]
- Řád Říjnové revoluce – Sovětský svaz, 6. ledna 1978[16]
- Řád jugoslávské hvězdy I. třídy – Jugoslávie
- Řád budovatelů lidového Polska – Polsko
- Řád praporu práce I. třídy – Polsko
- Partyzánský kříž – Polsko